# David Velay
David Velay (ur. 15 grudnia 1963 roku w Saint-Étienne) – francuski kierowca wyścigowy.

## Kariera
Velay rozpoczął karierę w wyścigach samochodowych w 1983 roku od startów we Francuskiej Formule Renault. Z dorobkiem trzech punktów uplasował się na 24 pozycji w klasyfikacji generalnej. Dwa lata później w tej samej serii był już ósmy. W późniejszych latach pojawiał się także w stawce Francuskiej Formuły 3, Grand Prix Monako Formuły 3, Formuły 3000, Global GT Championship, French GT Championship oraz FIA GT Championship.
W Formule 3000 Francuz startował w latach 1989, 1991. Jednak w żadnym z dwóch wyścigów, w których wystartował, nie zdobywał punktów. Został sklasyfikowany odpowiednio na 35 i 27 pozycji w końcowej klasyfikacji kierowców.